# Varicorhinus ruwenzorii
Varicorhinus ruwenzorii är en fiskart som först beskrevs av Pellegrin, 1909.  Varicorhinus ruwenzorii ingår i släktet Varicorhinus och familjen karpfiskar. IUCN kategoriserar arten globalt som sårbar. Inga underarter finns listade i Catalogue of Life.